# Castell de la Prenyanosa
El castell de la Prenyanosa és situat a la vila homònima, entitat de població de Cervera, en un coster a l'esquerra del riu Sió. És un monument declarat Bé Cultural d'Interès Nacional.

## Història
El lloc és esmentat per primer cop el 1024 on consta que la vila de «Prinnonosam» es trobava inclosa en el terme de Santa Maria de Guissona. El primer esment del castell és del 1045 en què Guillem fill d'Elomar, segurament senyor de la fortalesa, feu donació a la seva muller Ingilberga i al seu fill Hugó del castell del LLor amb tots els altres castells continguts en la demarcació territorial, entre els quals Prenyanosa. El 1104 figura el personatge «Arnalli Seniofredi de Prinionosa». A partir del segle xii, el castell estigué sota la jurisdicció del capítol de Santa Maria de Guissona i dels senyors de Fluvià fins que el cavaller Guillem de Fluvià el vengué al paborde de Solsona, Ponç de Vilaró, el castell i la vila, «cum militibus et districtibus et habitantibus universis», el 1270. Els templers de Granyena tenien vassalls i possessions a Tudela i Prenyanosa que el comanador Berenguer de Cardona donà a l'església de Santa Maria de Solsona el 1299. Segurament, a finals del segle xiii el lloc passà a formar part del domini feudal de l'església de Solsona, indret d'on era originària la família Prenyanosa. És conegut Ramon de la Prenyanosa, el qual el 1275 subscrigué com a testimoni el testament de Guillem Sarroca. En el fogatjament de 1358, la Prenyanosa consta que era del paborde de Solsona i tenia 19 focs. El 1388 els habitants del lloc juntament amb els de Malgrat, intentaren desfer-se del domini de la canònica de Solsona i esdevenir carrer de la ciutat de Cervera.

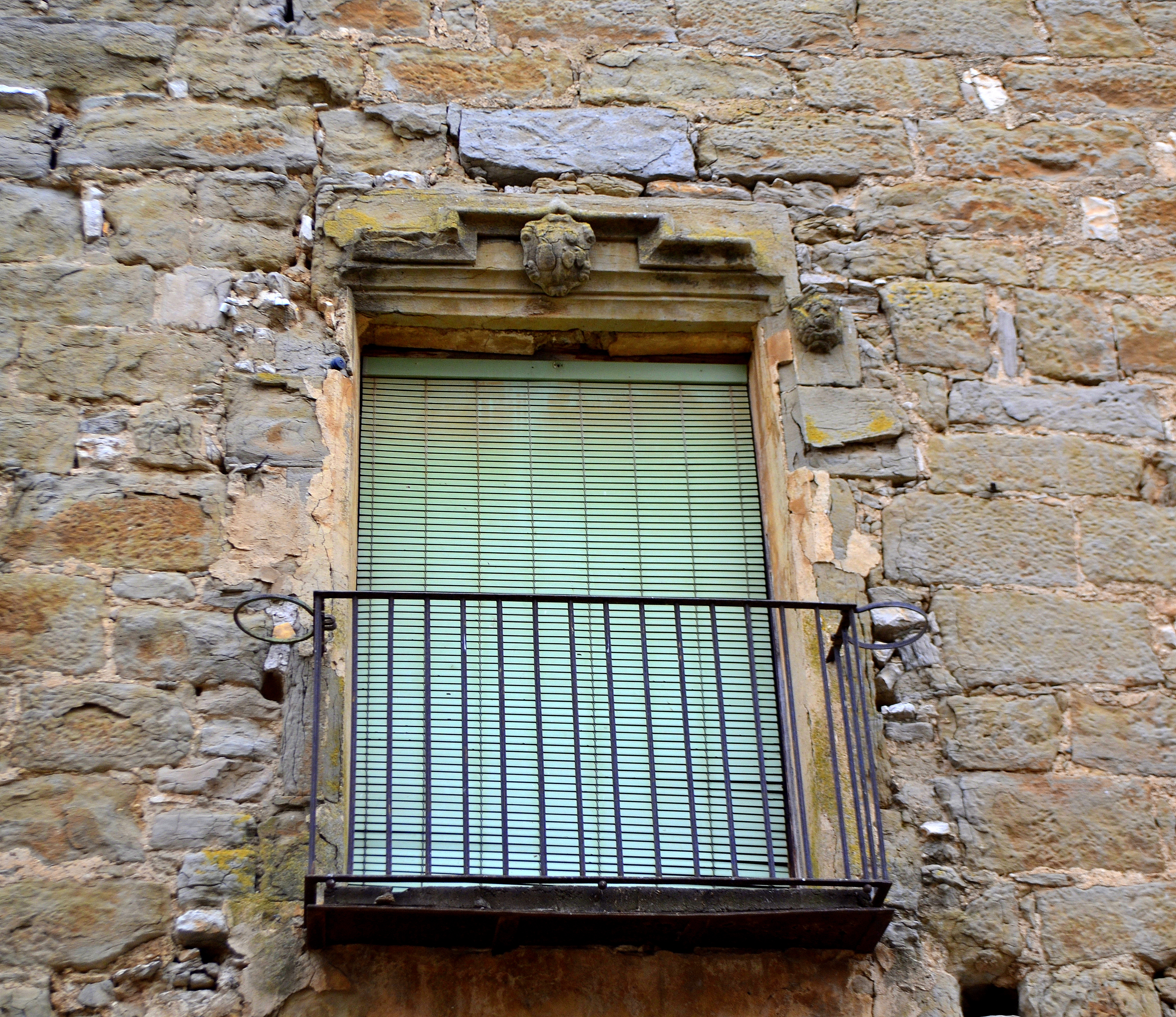
Castell de la Prenyanosa (2012)

## Arquitectura
L'antic castell fou substituït per un conjunt de dos edificis, en el punt d'unió dels quals hi ha una torre de planta rectangular i filades regulars, encara que la pedra té diferents formats. Els finestrals estan emmarcats amb pedra motllurada de tipologia diversa; una de les finestres, situada a mitjana alçada a la façana de llevant de la torre, presenta al centre de la llinda la resta molt malmesa d'un escut i sobre el mateix una peça semicircular amb sis radis. Tota la finestra queda protegida per la part superior per una cornisa motllurada que ressegueix la forma de la llinda. L'estructura descansa sobre un ampit molt sobresortit.
El cos de ponent és de planta rectangular, de planta baixa i dos pisos i coberta de teula àrab a doble vessant. Una de les llindes de la façana principal té inscrita la data 1712 però n'hi ha d'altres de més antigues, com una petita finestra amb guardapols mixtilini i una petxina gravada. L'altre cos, conegut com a can Graells és un casal de grans dimensions molt reformat com a estatge de pagès, que tanca una plaça i un carrer als que s'accedeix per un gran portal d'arc de mig punt. Consta de planta baixa, pis i golfes, coberta de teula àrab i façanes de pedra. A la part superior de la façana nord es conserven diverses espitlleres per a armes de foc.